# Jarnac
Jarnac (saintonžejsko Jharnat) je naselje in občina v zahodnem francoskem departmaju Charente regije Poitou-Charentes. Leta 2006 je naselje imelo 4.535 prebivalcev.

## Geografija
Kraj leži v pokrajini Saintonge na desnem bregu reke Charente, 14 km vzhodno od Cognaca.

## Uprava
Jarnac je sedež istoimenskega kantona, v katerega so poleg njegove vključene še občine Bassac, Chassors, Fleurac, Foussignac, Houlette, Julienne, Les Métairies, Mérignac, Nercillac, Réparsac, Sainte-Sévère, Sigogne in Triac-Lautrait z 12.394 prebivalci.
Kanton Jarnac je sestavni del okrožja Cognac.

## Zanimivosti
- cerkev sv. Petra,
- rojstna hiša francoskega predsednika Françoisa Mitterranda.

## Osebnosti
- François Mitterrand, francoski politik in državnik, predsednik Francije (1916-1995).

## Pobratena mesta
- Dalkeith (Škotska, Združeno kraljestvo),
- Dogliani (Piemont, Italija),
- Donnacona (Quebec, Kanada),
- Lautertal (Hessen, Nemčija).